# 霍多西夫卡
50°16′30″N 30°30′54″E / 50.27500°N 30.51500°E

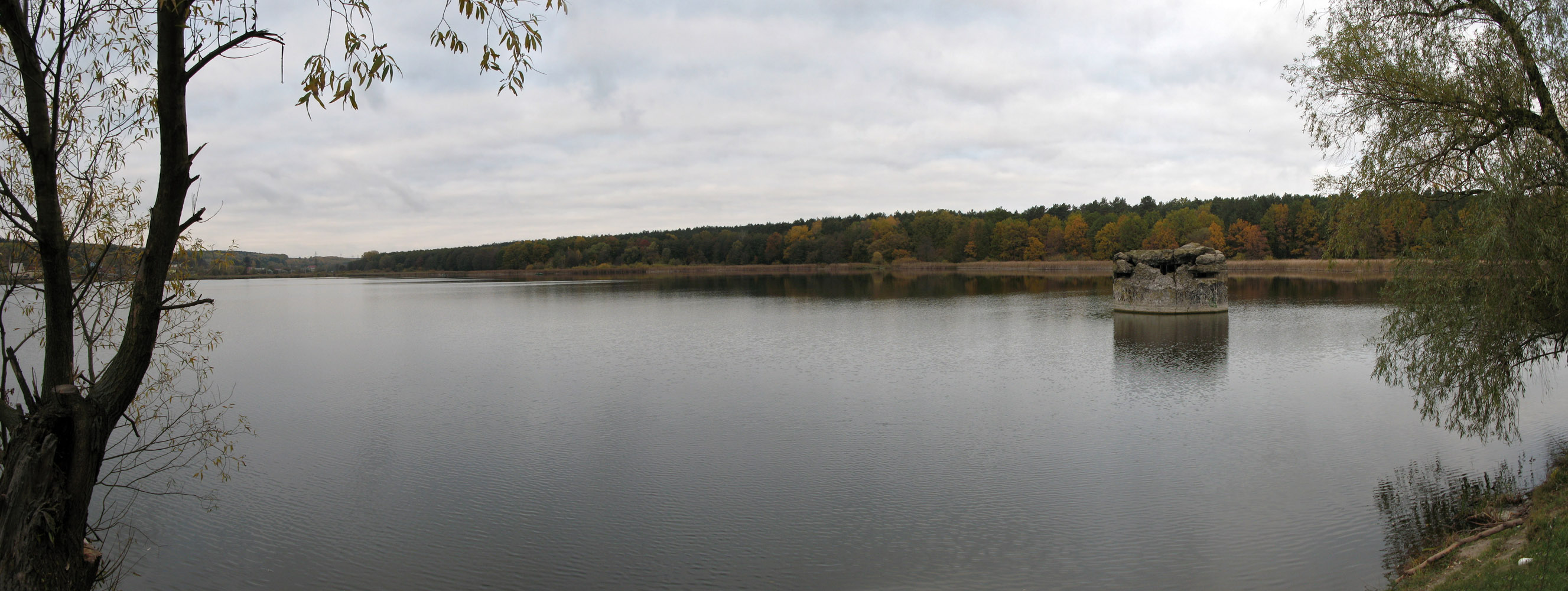
当地风景

霍多西夫卡（烏克蘭語：Ходосівка）是位於烏克蘭北部的村莊，由基辅州奧布希夫區的霍多西夫卡市鎮負責管轄，並為該市鎮的行政中心。該村始建於1588年，面積4.52平方公里，海拔高度119米，2001年人口1,354，人口密度每平方公里299.6人。